# ドラえもん のび太と翼の勇者たち
- ドラえもん > 大長編ドラえもん > ドラえもん のび太と翼の勇者たち
- ドラえもん > ドラえもんの派生作品 > ドラえもん (1979年のテレビアニメ)  > ドラえもん映画作品 > ドラえもん のび太と翼の勇者たち

『ドラえもん のび太と翼の勇者たち』（ドラえもん のびたとつばさのゆうしゃたち）は、2001年（平成13年）3月10日に公開されたドラえもん映画作品。および、藤子・F・不二雄プロによって漫画化され、『月刊コロコロコミック』2001年2月号から2001年3月号に掲載された大長編ドラえもんシリーズの作品。
キャッチコピーは「ドキドキは、空にある。」。
同時上映は『がんばれ!ジャイアン!!』、『ドラミ&ドラえもんズ 宇宙ランド危機イッパツ!』。

## 概要
映画シリーズ第22作、大長編シリーズ第21作（まんが版▷映画シリーズ4）。漫画版には番外編である短編も存在する。特集記事が『月刊コロコロコミック』2000年8月号から2001年4月号まで掲載された。
同時に『2001 DORAEMON EARTH PATROL 21世紀地球パトロール隊』と題した自然環境保全キャンペーンも行われた。
主題歌を歌う知念里奈が声優に初挑戦した。また、森繁久彌が声優として特別出演している。

## あらすじ
出木杉から鳥人の話を聞いたのび太は自分も空が飛びたいと自作の翼を作り、ドラえもんと共に裏山で練習していると逃げたピーコを追いかけるしずかに会い、手伝おうとすると鳥人の世界バードピアから鳥人の少年グースケが人間界に迷い込んでしまった。
グースケ自作の人力飛行機スノーグース号を一緒に修理し、グースケのテストフライトを見守っていたドラえもんたち。だが、グースケの墜落現場をジャイアン、スネ夫が目撃していた。2人はスノーグース号につかまり、そのまま謎の穴に3人を追ってバードピアへやって来たドラえもんたちは正体を隠すため、ひみつ道具の「バードキャップ」で鳥人となり、人間界の鳥類を保護する「渡り鳥パトロール隊」の入隊テスト「イカロスレース」に挑むこととなる。
だがその裏では、人類を憎悪するカラス警備隊の長官ジーグリードが、人間界侵攻のために古代の怪物フェニキアを蘇らせようとしていた。ドラえもんやグースケたちはバードピアを救うため、伝説の勇者「イカロス」と共にフェニキアに立ち向かう。

## 舞台
バードピア
鳥から進化した人類「鳥人」の世界。22世紀の鳥類学者・鳥野が鳥類以上の生物が出現する以前、太古の時代へと自身のタイムマシンを用いて移動し鳥類による楽園を創造しようとしたが、時空間の乱れで異世界に飛ばされてしまい、そこをそのまま鳥の楽園としたのが始まり。鳥と鳥人たちの楽園だが、人間たちを「鳥類を迫害する種族」として快く思わない者が多い。のび太たちの住む人間界のパラレルワールドに位置している。人間界とはバードウェイと呼ばれる特殊な穴を通して繋がっており、その穴を目視・認識できるのは鳥類の遺伝子を持つ者のみである。
本作で初めてドラえもんが「タヌキ」と間違えられずに「ネコ」と呼ばれ歓喜している（ホウ博士を除く）。

## 声の出演
- ドラえもん - 大山のぶ代
- 野比のび太 - 小原乃梨子
- 源静香 - 野村道子
- 剛田武 - たてかべ和也
- 骨川スネ夫 - 肝付兼太
- 野比玉子 - 千々松幸子
- 出木杉英才 - 白川澄子

## ゲストキャラクター
レギュラーキャラクターや下記のゲストキャラクターのほか、『ドラえもん のび太の創世日記』以来、6年ぶりに出木杉が登場し、本作では冒頭でのび太たちに世界各地の鳥人伝説の話をした。
グースケ
声 - 頓宮恭子
鳥人の少年。幼少時のトラウマから自分の翼で飛ぶことができず、自作の人力飛行機「スノーグース号」を愛用。食べ物の早食いではジャイアンと一二を争う。
実はイカロスとオーディアの息子。数年前の嵐の日に、誕生直後に実母であるオーディアの持っていたカゴから落ちて、父親の翼の羽根を掴んだが、羽根が切れて空へ落ちたことで本当の両親と生き別れており、そのことがトラウマになってしまった。生き別れ後、空に落ちていたところを義母に拾われ、バードピア環境長官である義父とコックをしている義母に育てられた。
イカロスレースに人力飛行機で優勝するもジーグリードの策略で失格にされてしまう。終盤でのび太がフェニキアの攻撃で転落した時に実父であるイカロスの励ましにより、トラウマに打ち勝ち、自分の翼で飛べるようになった。漫画では、ジーグリードの不正があったことと自分の翼で飛べたことにより、渡り鳥パトロール隊の隊長に任命されたが、アニメでは来年のイカロスレースに参加したことにより、エンディングで隊長に就任。
ホウ博士
声 - 永井一郎
ミミズクの考古学者でグースケの親友。フェニキアに関連した石板を研究している。バードピアの中では人間に対して偏見を抱いていない数少ない人物で鳥と人間との共存を訴える。終盤でカラス警備隊に捕まるが、後に助けられる。
ミルク
声 - 氷上恭子
グースケのガールフレンド。グースケの家の隣に住んでおり、しっかり者で勝気な性格で怒ると怖く、いつもグースケをからかうツバクロウとトビオを撃退したこともある。
イカロスレースに参加するが洞窟で羽に蜘蛛の糸が絡まり脱落。フェニキアとの戦いでは、しずかと共に避難活動にあたる。
グースケの父
声 - 島田敏
バードピア環境長官をしている。数年前の嵐の日、空から落ちてきた幼いグースケを拾ったコックである妻と共に幼いグースケを実の息子同然に育てた。理知的な人物で、ホウ博士の考えに同調する。
グースケの母
声 - 折笠愛
コックをしている。数年前の嵐の日、空から落ちてきた幼いグースケを拾い、バードピア環境長官である夫と共に実の息子同然に育てた。
グースケの弟
声 - 鉄炮塚葉子
作中で誕生するグースケの義理の弟。刷り込みにより生まれた直後に見たスネ夫に懐く。イカロスレースではスネ夫をサポートしていた。スネ夫と別れる時には泣いていた。
ツバクロウ
声 - 知念里奈
イカロスレースに挑むツバメ鳥人。原作は大人のような姿に対し、アニメではグースケと差ほど変わらない少年の姿をしている。イカロスレースではグースケと同着だったがジーグリードの策略により、グースケは失格になり、一人だけ優勝をする。
自力で飛べないグースケを見下していたが懸命にスノーグース号を漕ぐ姿に感化され、原作ではパトロール隊の隊長に任命されたグースケを祝っている。アニメではトビオたちと共に人間であるのび太たちを目撃した際、イカロスからのび太たちがバードピアを救ったことを聞いて、ドラえもんと握手した。
トビオ
声 - 山口勝平
イカロスレースに挑むトンビ鳥人の少年。イカロスレースでは準優勝を取る。ツバクロウと共にグースケを見下していたが原作ではパトロール隊の隊長に任命されたグースケを祝っている。アニメではフェニキアとの戦いを終えた後、スネ夫と握手する。
ジーグリード
声 - 大平透
カラス警備隊の長官で軍服を着たハゲワシ鳥人。バビロンの義兄。
渡り鳥パトロール隊だった頃に心ない人間に翼を銃撃されたことから人類を憎悪している（漫画版では危険ルートを行くイカロスにルートの変更を提案するが、先を急ぐイカロスに拒否された）。その時の傷により自力で飛ぶことができず、籠のような物で空を移動している。かつてはホウ博士を師と仰ぎ共にフェニキアの研究をしていたこともある。目的のためなら他人の犠牲を厭わない部分があり、グースケの義父とホウ博士が自分の計画に賛同しなかったために二人と縁があるグースケを自身の権限で失格にした。人間に復讐するためにフェニキアを復活させ、地球を征服しようとするが復活直後のフェニキアはある程度命令を理解する様子があったが、進化退化放射線源で凶暴化したフェニキアに反抗されて負傷、野望は失敗に終わる。その後の消息は不明。
バビロン
声 - 松本保典
渡り鳥パトロール隊の隊長でハヤブサ鳥人。ジーグリードの部下で彼の命令で自身の立場を利用し、グースケを失格にした。フェニキア復活直後、ドラえもんから「進化退化放射線源」を奪い取り、そのまま、フェニキアを進化させてしまう。その後、イカロスに負傷したジーグリードの介抱を任される。
クロウ
声 - 広瀬正志
カラス警備隊の隊長でカラス鳥人。ジーグリード直属の部下。ドラえもんをネコと呼んだ数少ない人物。
イカロス
声 - 津嘉山正種
バードピアに伝説の英雄として語り継がれるイヌワシ鳥人の勇者であり、生き別れていたグースケの実の父。ドラえもんや他の鳥人たちの倍以上の体格の持ち主。腕の鎖を引き千切る、羽ばたきだけで監獄島の壁を破壊する、ドラえもんたち5人を乗せたまま猛スピードで飛行するなど優れたパワーと飛行能力を持つ。かつて一度だけスモークベルトを抜けてトマリギの頂上へと行った事がありその時に鳥野博士のタイムマシンを目撃した。のび太たちが人間であることには最初から気づいていた。
元渡り鳥パトロール隊所属で当時はジークリードと同期だった。ジーグリードが負傷した責任から自ら監獄島に入り幽閉されていた（漫画版では、先を急ぐあまりジーグリードの提案を省みずに危険ルートを進行したことが判明する）。その後、生き別れていた息子であるグースケからフェニキア復活の話を聞かされ脱獄し、フェニキア討伐に参加する。ドラえもんたち3人がフェニキアをタイムスリップさせた後、渡り鳥パトロール隊に復隊した。
回想シーンからオーディアという妻がいることが判明したが、漫画では既に他界している（アニメでは不明）。嵐の日に妻であるオーディアと家へ戻る途中、妻のかごから落ちたグースケは自分の翼の羽根を持ったが、羽根がきれてしまい、グースケは空から落ちことで妻と共に生き別れになった（当時グースケは赤ん坊だった）。漫画では、ドラえもんたちを乗せて猛スピードで飛行する時、グースケが持っている羽根を見てグースケが数年前の嵐の日で生き別れた息子であることに気づき、アニメではグースケは羽根を持ってなくても気付く様子が描かれている（自分の羽ばたきを息子が知っていたことで思い出していた）。
また、予告編では巨大な槍を持った彼をドラえもんたちが見ているシーンがある。
オオタカ総理
声 - 八奈見乗児
バードピアの内閣総理大臣。イカロスレースの主催者で大会委員長。
鳥野守
声 - 森繁久彌（特別出演）
22世紀(漫画では23世紀)の鳥類学者でバードピアの創造主で唯一の人間の住民であった人物。人間嫌いであったため、鳥たちと共に暮らそうとタイムマシンで過去へと行く途中、紛れ込んだ異次元空間によってパラレルワールドへと辿り着き、バードピアを創造した。なお、バードピアの鳥人たちは彼が鳥を進化させて創り出したものである。
しかしバードピアにも鳥人の脅威となる存在「フェニキア」が生息しており、鳥人たちの平和のためフェニキアをララアト山へと誘導し、雪山に生き埋めにして封印、フェニキアを目覚めさせないよう警告する立体映像装置をララアト山のクレバスの底へ遺している。
TVアナウンサー
声 - 渡辺宜嗣
カラス警備隊
声 - 菅原淳一、千葉一伸
ジーグリード直属の部下。ドラえもんをネコと呼んだ数少ない人物。ジャイアンとスネ夫を牢獄に入れていたが、チェスをしていた最中にドラえもんに「しずめ玉」で沈められた挙句、わすれろ草で記憶を消され脱走を許してしまった。
美容師
声 - 青野武
貴婦人
声 - 愛河里花子
ダチョウタクシー
声 - 難波圭一
タクシーを務めるダチョウ。人間に対して偏見な考えを持っておらず、カラス警備隊から逃げるドラえもん・のび太・しずかの手助けをした。ドラえもんを猫と呼んだ数少ない人物。
ツル
声 - 江森浩子
カモメ
声 - 滝沢ロコ
ニワトリ
声 - 片岡富枝
ダチョウ
声 - 茶風林
ペンギン
幼稚園の先生と園児たち。
ピー子
しずかの飼っているカナリア。本作ではしずかと行動する場面が多い。
大蜘蛛
イカロスレースの洞窟内にいた巨大な蜘蛛。ミルクを餌とみなし襲おうとするもジャイアンとスネ夫の激突にやられてしまう。予告編にも登場しており、こちらはのび太たちを食べようとする。
フェニキア
バードピアの怪物であり、鳥人たちの天敵。平和を脅かす危険な存在として恐れられている。過去に博士や鳥人たちによってララアト山まで誘き出されて爆弾で人為的に起こした雪崩に巻き込まれ、生き埋めの状態で封印されていた。ドラゴンを彷彿とさせる、背中にコウモリの翼が生えた肉食恐竜のような姿をしている。後にジーグリードにより封印された場所を再び爆破することで封印から目覚めさせられるが、バビロンがドラえもんの「進化退化放射線源」で誤って進化させてしまい、さらに凶暴化し再びバードピアを襲う。進化前では角は短く全身は焦茶色だが、進化後では倍以上に巨大化し、全身は黄色と赤に変色して角が長くなり、口から火を吐く。戦闘力も高く、「空気砲」や「ショックガン」も効かず、タイムマシンの武器ですら倒せないほど。最後は鳥野博士のタイムマシンを利用したドラえもんにより、タイムマシンと共に地球の出来る前の宇宙空間まで転送された。
オーディア
声 - 不明
イカロスの妻であり、生き別れていたグースケの実の母。イカロスの回想のみに登場。数年前の嵐の日、夫のイカロスと家へ向かっている間に息子のグースケが誕生直後、息子が自分のかごから落ちて、夫と共に息子のグースケと生き別れになった。漫画では現在他界している（アニメでは不明）。

## イカロスレース
渡り鳥パトロール隊の入会テストを兼ねた、バードピア最大の行事。審判および判定はバビロン隊長にゆだねられている。実況はかなり熱い。ジャイアンは、このレースのことを「タコロスレース」といったことがある。
コース構成
中央塔（謎のパラソル飛行機脱落）→森林（のび太脱落）→深い渓谷→滝の裏にある、人食い蜘蛛の巣食う洞窟（ミルクをジャイアンとスネ夫が救出、後にミルクは脱落）→中央塔→トマリギの根元（グースケ、ツバクロウ、トビオのデッドヒート）→スモークベルトの真下（グースケとツバクロウの同着だがジーグリードによってツバクロウのみが優勝）
ルール
コースを1周して戻り、トマリギのスモークベルトの真下に自分の羽を突き刺せばゴールとなる。しかし、グースケが優勝した際は、その後の渡り鳥パトロール隊の活動にグースケがいるとジーグリードやバビロン隊長にとって都合が悪いことが分かっていたため、レース後に、「偉大なるイカロスの名を辱めないためにも」を理由に自らの翼で完飛行したもののみを合格とし、人力飛行機は失格の対象とした。グースケのほかにも人力飛行機で出場した選手がいる。漫画版では二人の判定は不正があったことで取り消しになり、グースケも合格となった。

## スタッフ
| 原作                                | 藤子・F・不二雄 |
| 脚本                                | 岸間信明 |
| 作画監督                            | 富永貞義 |
| 原作作画                            | 藤子プロ |
| 美術設定                            | 沼井信朗 |
| 美術監督                            | 森元茂 |
| 撮影監督                            | 梅田俊之 |
| 編集                                | 岡安肇 小島俊彦 中葉由美子 村井秀明 川崎晃洋 三宅圭貴 |
| 音楽                                | 堀井勝美 |
| 音響制作                            | サイバーアーク |
| 音楽制作協力                        | クロスカンパニー |
| 録音監督                            | 浦上靖夫 |
| 効果                                | 庄司雅弘 |
| プロデューサー                      | 山田俊秀 木村純一 |
| 監督                                | 芝山努 |
| 演出                                | 善聡一郎 パクキョンスン |
| 作画監督補佐                        | 若松孝思 渡辺歩 |
| 動画検査                            | 原鐵夫 江野沢由美 |
| 色彩設計                            | 松谷早苗 稲村智子 |
| 仕上担当                            | 野中幸子 |
| 特殊効果                            | 橋爪朋二 |
| 原画                                | 小野隆哉 神村幸子 大武正枝 小柳信行 志田晴美 柴田和子 飯山嘉昌 鈴木大司 多田文男 北之原孝將 高橋博行 米田光良 船越英之 市来剛 関根昌之 中島裕一 浅野文彰 飯口悦子 木村文代 堤規至 尾鷲英俊 大久保修 鈴木大司 篠原真紀子 若松孝思 木村陽子 |
| 動画                                | 家野尚代 内原弘美 大東郁子 澁谷哲夫 中峰ちとせ 端由美子 中野恵美 佐藤綾 大嶋博之 栗田智代 堂園小愛 棗田麻奈美 木透富子 河嶋明子 大橋由巳 大川由美 村山健治 古川かおり 東野伊佐子 渡邊岳泰 小谷松幸恵 平方由紀 五月女弘美 茂木佳代子 佐々木由之 高絵里子 高橋美代子 滝口美枝 田村茂太郎 谷口七菜 山下宗幸 岸野美智 東和代 山崎絵里 大嶋清美 田代和男 沿道弘二 香川節子 清水由起子 小林正義 浅田清隆 奈良岡光 中村久子 長島崇 松田章子 |
| 仕上                                | 高木里恵 下浦亜弓 今泉ひとみ 中辻真弓 三浦里奈 高橋恵子 津田幸恵 柴田邦浩 北岡奈々子 市川加奈子 出口圭子 上羽あつ乃 八尾裕美 木村登志子 村上恵美 一ノ瀬益美 宿谷葉子 山森愛弓 妹背清美 日吉幸子 高橋明子 相澤朝子 佐々木祥子 河合靖美 嶋智子 関留のぶえ 枝松知子 川東みど里 田熊庸子 笛吹康二 土屋透治 あかほりくみこ 宮原奈緒子 才田大志 澤井里美 柳沼夕美江 井上奈美 八木郁乃 山菜多志帆 阿部智子 上澤くみ子 小島真喜子 野口夕貴 吉田小百合 津守裕子 長浜智子 須川恵 生美佐子 福谷直樹 細畠多架子 大場昭子 奥井恵美子 飛田ひろみ 溝河茂徳 長尾朱美 楢崎義隆 柏田真治 前田江里子 星真紀美 米田真一 糸川敏子 大浦聡子 中島淑子 |
| 基本設定                            | 川本征平 |
| 背景                                | 滝口比呂志 磯淵千歌 池田淳 笠原淳二 石橋修一 高橋邦江 OKA SUDIARSA WINAYA ARTANA SYUTARA WIRTA |
| 撮影                                | 倉田桂美 木次美則 伊藤修一 杉沢義雄 丸橋勢津子 藤野明彦 手塚智鶴子 |
| イカロスレースコンテ                | 藤森雅也 |
| オープニング コンテ・演出・作画監督 | 木上益治 |
| デジタル合成                        | 堤規至 |
| 音響制作                            | オーディオ・プランニング・ユー |
| 音響制作デスク                      | 山口さやか |
| 音響制作進行                        | 井澤基 加藤知美 鈴木紀子 |
| レコーディングスタジオ              | APUスタジオ |
| 1stミキサー                         | 内山敬章 |
| 2ndミキサー                         | 田中章喜 |
| 1stアシスタント・ミキサー           | 田口信孝 |
| アシスタント・ミキサー              | 大城久典 山本寿 辻誠 金子俊也 |
| 効果助手                            | 北方将実 |
| デジタル光学録音                    | 西尾昇 |
|                                     | ドルビーデジタル 一部上映館を除く |
| ドルビーフィルムコンサルタント      | 河東努 森幹生 コンチネンタルファーイースト(株) |
| タイトル                            | 道川昭 |
| 現像                                | 東京現像所 |
| 掲載                                | 小学館の幼児誌・学年別学習雑誌 てれびくん コロコロコミック |
| 原案協力                            | 小学館ドラえもんルーム |
| 協力                                | オーディオ・プランニング・ユー フィズサウンドクリエイション アトリエローク アニメフィルム 岡安プロモーション トミ・プロダクション 京都アニメーション アニメーションDo 夢弦館 虫プロダクション 菁画舎 スタジオ・タージ 亜細亜堂 無錫馬良動画有限公司 スタジオロード エムアイ マキ・プロダクション スタジオメイツ 手塚プロダクション マッドハウス |
| 文芸                                | 滝原弥生 |
| 制作事務                            | 杉野友紀 |
| 制作進行                            | 吉田成彦 外崎真 吉田有希 日笠景子 八田陽子 大橋永晴 村元克彦 矢尾板克之 |
| 制作デスク                          | 馬渕吉喜 大金修一 |
| プロデューサー                      | 小倉久美 大澤正享 岩本太郎 |
| 制作協力                            | 藤子プロ ASATSU-DK |
| 制作                                | シンエイ動画 小学館 テレビ朝日 |
|                                     | ©藤子プロ・小学館・テレビ朝日 2001 |

## 主題歌
オープニングテーマ「ドラえもんのうた」
作詞 - 楠部工 / 作曲・編曲 - 菊池俊輔 / 歌 - 山野さと子（日本コロムビア）
エンディングテーマ「Love you close」
作詞 - 森浩美 / 作曲 - 上田知華 / 編曲 - 大坪穂稔 / 歌 - 知念里奈（ソニーレコード）